# Timeless (Sérgio Mendes)
Timeless è un album del 2006 di Sérgio Mendes. È stato pubblicato il 14 febbraio 2006 dalla Concord Records. La prima traccia, Mas que nada, è stata usata per la pubblicità della Nike Joga Bonito, e per i videogiochi della EA Sports' NBA Live 07 e 2006 FIFA World Cup.

## Tracce
1. Mas que nada (feat. The Black Eyed Peas) – 4:22
2. That Heat (feat. Erykah Badu & Will.i.am) – 4:13
3. Berimbau / Consolação (feat. Stevie Wonder & Gracinha Leporace) – 4:22
4. The Frog (feat. Q-Tip and Will.i.am) – 3:50
5. Let me (feat. Jill Scott & Will.i.am) – 4:14
6. Bananeira (Banana Tree) (feat. Mr. Vegas) – 3:14
7. Surfboard (feat. Will.i.am) – 4:31
8. Please Baby Don't (feat. John Legend) – 4:09
9. Samba Da Benção (Samba Of The Blessing) (feat. Marcelo D2) – 4:38
10. Timeless (feat. India.Arie) – 3:54
11. Loose Ends (feat. Justin Timberlake, Pharoahe Monch & Will.i.am) – 5:32
12. Fo'-Hop (Por Tras de Bras de Pina) (feat. Guinga & Marcelo D2) – 3:13
13. Lamento (No Morro) (feat. Maogani Quartet) – 3:21
14. E Menina (Hey Girl) – 3:31
15. Yes, Yes Y'All (feat. Black Thought, Chali 2na, Debi Nova & Will.i.am) – 5:09